# Premiul Cecil B. DeMille
Premiul Cecil B. DeMille pentru întreaga carieră este un premiu anual acordat de Hollywood Foreign Press Association în cadrul ceremoniei Premiilor Globul de Aur, Hollywood, California. Premiul a fost numit în onoarea lui Cecil B. DeMille (1881-1959), unul dintre cei mai mari realizatori de film:
| - 1952: Cecil B. DeMille - 1953: Walt Disney - 1954: Darryl F. Zanuck - 1955: Jean Hersholt - 1956: Jack L. Warner - 1957: Mervyn LeRoy - 1958: Buddy Adler - 1959: Maurice Chevalier - 1960: Bing Crosby - 1961: Fred Astaire - 1962: Judy Garland - 1963: Bob Hope - 1964: Joseph E. Levine - 1965: James Stewart - 1966: John Wayne - 1967: Charlton Heston - 1968: Kirk Douglas - 1969: Gregory Peck - 1970: Joan Crawford | - 1971: Frank Sinatra - 1972: Alfred Hitchcock - 1973: Samuel Goldwyn - 1974: Bette Davis - 1975: Hal B. Wallis - 1976: nu s-a acordat - 1977: Walter Mirisch - 1978: Red Skelton - 1979: Lucille Ball - 1980: Henry Fonda - 1981: Gene Kelly - 1982: Sidney Poitier - 1983: Laurence Olivier - 1984: Paul Newman - 1985: Elizabeth Taylor - 1986: Barbara Stanwyck - 1987: Anthony Quinn - 1988: Clint Eastwood - 1989: Doris Day | - 1990: Audrey Hepburn - 1991: Jack Lemmon - 1992: Robert Mitchum - 1993: Lauren Bacall - 1994: Robert Redford - 1995: Sophia Loren - 1996: Sean Connery - 1997: Dustin Hoffman - 1998: Shirley MacLaine - 1999: Jack Nicholson - 2000: Barbra Streisand - 2001: Al Pacino - 2002: Harrison Ford - 2003: Gene Hackman - 2004: Michael Douglas - 2005: Robin Williams - 2006: Anthony Hopkins - 2007: Warren Beatty - 2009: Steven Spielberg | - 2010: Martin Scorsese - 2011: Robert De Niro - 2012: Morgan Freeman - 2013: Jodie Foster - 2014: Woody Allen - 2015: George Clooney - 2016: Denzel Washington - 2017: Meryl Streep - 2018: Oprah Winfrey - 2019: Jeff Bridges - 2020: Tom Hanks - 2021: Jane Fonda - 2022: nu s-a acordat - 2023: Eddie Murphy - 2024: nu s-a acordat - 2025: Viola Davis |

## Legături externe
- Laureații Premiului Cecil B. DeMille pe site-ul oficial al Globurilor de Aur